# Henning Overgaard
Henning Egon Josefsen Overgaard (født 16. oktober 1971 i Esbjerg) er en dansk fagforeningsleder, der fra 8. april 2022 har været forbundsformand for Fagligt Fælles Forbund (3F).
Fra 2013 til 2016 var han medlem af byrådet i Esbjerg Kommune, valgt for Enhedslisten. I 2018 blev han medlem af Socialdemokratiet.